# Bernhard von Westerholt (Domherr, † 1609)
Bernhard von Westerholt (* unbekannt; † 25. April 1609) war evangelischer Domherr in Münster.

## Leben

### Herkunft und Familie
Bernhard von Westerholt entstammte dem westfälischen Adelsgeschlecht von Westerholt und war der Sohn des Bernhard von Westerholt zu Lembeck und dessen Gemahlin Sybilla von Altenbochum. Sein Bruder Johann Bernhard (1600–1664) war Domherr in Münster. Sein Bruder Matthias trat die Nachfolge seines Vaters an und wurde Herr zu Lembeck.

### Wirken
Im Jahre 1575 erhielt Bernhard die münstersche Dompräbende des Raban von Hörde und wurde noch im selben Jahr emanzipiert. Zwei Jahre später gehörte er zu den Gründern der Juniorenpartei im Domkapitel, die sich zum evangelischen Glauben bekannte. Beim Kapitelstag am 12. November 1575 waren zehn Kapitulare evangelisch; sechzehn gehörten dem katholischen Glauben an. Am 24. November 1586 wurde er zum Propst von St. Mauritz gewählt. Im Mai und Juni 1587 war er Mitglied der münsterischen Gesandtschaft an den Kurfürsten Ernst und erhielt hierfür Instruktionen vom Domkapitel. Bernhard errichtete am 9. April 1609 ein Testament. Hierin bedachte er eine Reihe von frommen Stiftungen sowie seine Geschwister und Nichten.

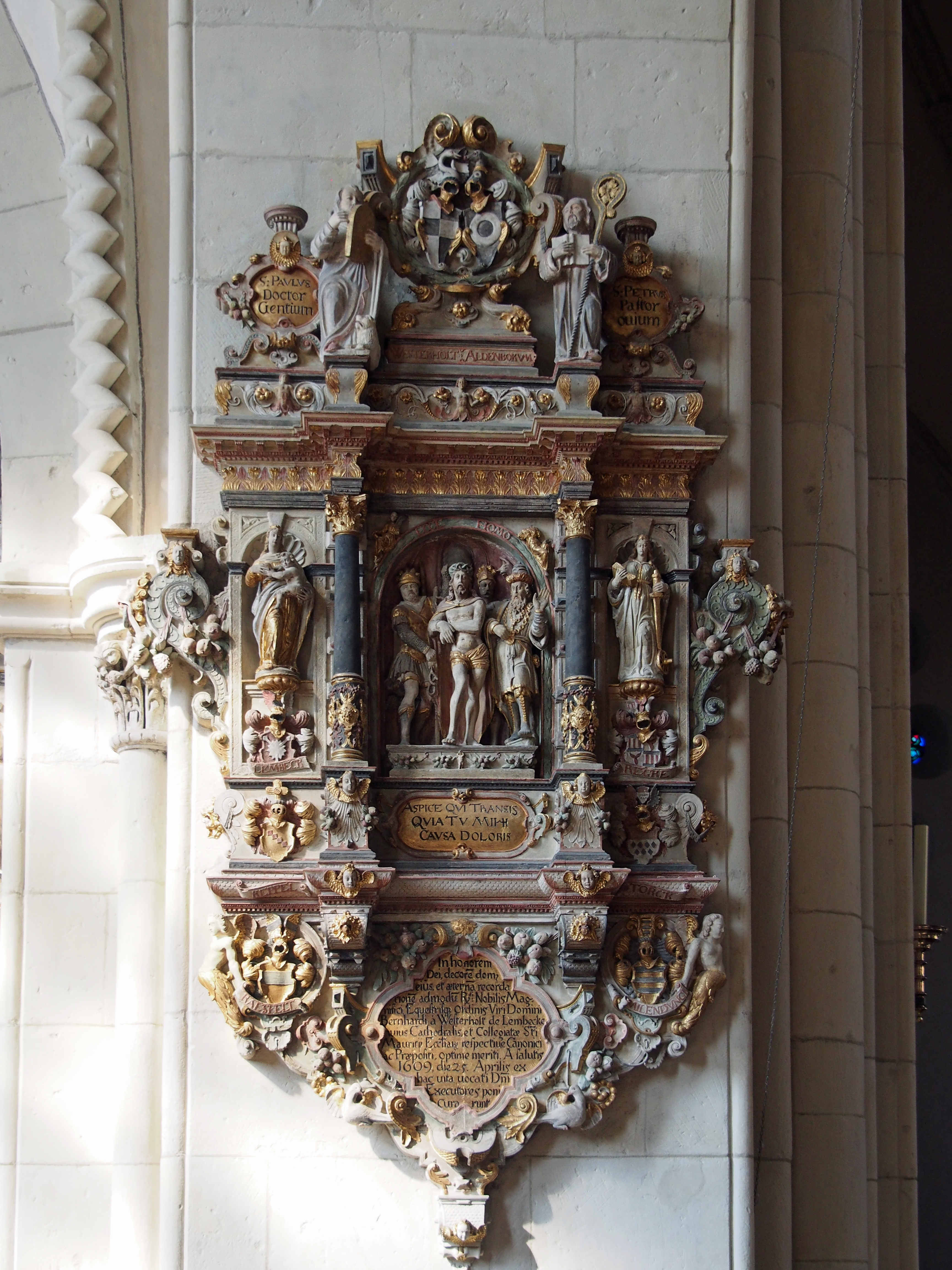
Epitaph Bernhard von Westerholt († 1609) im Dom zu Münster